# Subiektywizm
Subiektywizm – stanowisko filozoficzne głoszące, że wszelkie poznanie zależy od właściwości umysłu ludzkiego i jego sposobu odczuwania. Założenie przyjmujące doznanie podmiotowe (subiektywne), a nie obiektywną rzeczywistość. Stronniczość, kierowanie się osobistymi względami, upodobaniami, obawami, uprzedzeniami i pragnieniami w ocenie faktów i jako miernik dobra i zła. Subiektywizm to również tendencja do sprowadzania wszelkiego sądu do indywidualnej oceny. Utrzymuje, że piękno i brzydota, prawda i fałsz, dobro i zło zależą od punktu widzenia; jest to również to, co się nazywa relatywizmem: w tym znaczeniu grecki filozof Protagoras mówił, że "człowiek jest miarą wszechrzeczy".